# William Alatalo
William Alatalo (Ilmajoki, 19 de abril de 2002) é um automobilista fino-etíope.

## Carreira

### Campeonato de Fórmula Regional Europeia
Em 2021, Alatalo se transferiu para a equipe Arden Motorsport, fazendo parceria com Alex Quinn e Nicola Marinangeli no Campeonato de Fórmula Regional Europeia. Ele fez uma campanha consistente, com Alatalo terminando todas as corridas e ficando fora dos dez primeiros em apenas sete ocasiões. O melhor resultado do finlandês foi um terceiro lugar no Circuito Paul Ricard, com ele terminando a temporada na décima primeira colocação na classificação, duas posições atrás de Quinn.
Alatalo foi convocado para substituir Santiago Ramos no final da temporada em Mugello na equipe KIC Motorsport, um mês após Alatalo disputar a rodada final da temporada de Campeonato de Fórmula 3 da FIA de 2022.

### Campeonato de Fórmula 3 da FIA
Em 2022, Alatalo foi contratado pela equipe Jenzer Motorsport para a disputa da 2022 do Campeonato de Fórmula 3 da FIA, tendo participado de vários dias de teste com a equipe suíça no inverno. Alatalo conquistou mais pontos que seus companheiros de equipe, Ido Cohen e Federico Malvestiti, marcando 24 pontos e terminando assim em 18º na classificação geral.

## Vida pessoal
Alatalo vai estudou em Kuortaneen urheilulukio. Ele nasceu em Ilmajoki, na Finlândia, filho de mãe etíope e pai finlandês.